# フォルトゥナート・バリアーニ
フォルトゥナート・バリアーニ（Fortunato Baliani、1974年7月6日 - ）は、イタリア、フォリーニョ出身の自転車競技（ロードレース）選手。

## 来歴
1998年
- ジロ・デッレ・ヴァッリ・アレティーネ 優勝

2001年
- ジロ・デ・イタリア 山岳賞部門 3位

2005年
- ツール・ド・スロベニア 総合2位

2006年
- スビタ・アル・ナランコ 優勝

2007年
- ジロ・デル・トレンティーノ 総合6位
- ブリクシア・ツアー 総合6位
- グラン・プレミオ・チッタ・ディ・カマイオーレ 優勝

2008年
- ジロ・デル・トレンティーノ 総合6位
- ジロ・デ・イタリア
  - 総合12位
  - 山岳賞部門 3位

2009年
- ジロ・デッラ・プロヴィンチャ・ディ・レッジョ・カラブリア 優勝

2010年
- セッティマーナ・チクリスティカ・ロンバルディア 総合7位
- ルート・デュ・スュド 総合3位
- ブエルタ・ア・ラ・コムニダ・デ・マドリー 総合2位

2011年
- ジロ・デッラ・プロヴィンチャ・ディ・レッジョ・カラブリア 総合5位
- ツール・ド・熊野 総合優勝（区間1勝)
- ブリクシア・ツアー 総合優勝
- ジロ・ディ・パダニア 総合4位

2012年
- ツアー・オブ・ジャパン 総合優勝（区間1勝)
- ツール・ド・熊野 総合優勝(区間1勝)
- コッパ・アゴストーニ 2位

2013年
- ツール・ド・ランカウイ 総合7位
- ツアー・オブ・ジャパン 総合優勝（大会初の複数回優勝かつ連覇)